# Скоттс-Гілл (Теннессі)
Скоттс-Гілл (англ. Scotts Hill) — місто (англ. town) в США, в округах Гендерсон і Декатур штату Теннессі. Населення — 877 осіб (2020).

## Географія
Скоттс-Гілл розташований за координатами 35°31′8″ пн. ш. 88°15′10″ зх. д. / 35.51889° пн. ш. 88.25278° зх. д. (35.518925, -88.252726).  За даними Бюро перепису населення США в 2010 році місто мало площу 9,76 км², уся площа — суходіл.

## Демографія
Згідно з переписом 2010 року, у місті мешкали 984 особи в 393 домогосподарствах у складі 288 родин. Густота населення становила 101 особа/км².  Було 452 помешкання (46/км²).
Расовий склад населення:
| - 98,1 % — білих - 0,3 % — азіатів - 0,1 % — вихідців з тихоокеанських островів |

До двох чи більше рас належало 1,1 %. Частка іспаномовних становила 1,6 % від усіх жителів.
За віковим діапазоном населення розподілялося таким чином: 24,3 % — особи молодші 18 років, 58,9 % — особи у віці 18—64 років, 16,8 % — особи у віці 65 років та старші. Медіана віку мешканця становила 40,7 року. На 100 осіб жіночої статі у місті припадало 84,6 чоловіків;  на 100 жінок у віці від 18 років та старших — 88,6 чоловіків також старших 18 років.
Середній дохід на одне домашнє господарство  становив 40 217 доларів США (медіана — 25 125), а середній дохід на одну сім'ю — 49 043 долари (медіана — 36 250). За межею бідності перебувало 32,4 % осіб, у тому числі 42,0 % дітей у віці до 18 років та 16,0 % осіб у віці 65 років та старших.
Цивільне працевлаштоване населення становило 252 особи. Основні галузі зайнятості: освіта, охорона здоров'я та соціальна допомога — 27,0 %, роздрібна торгівля — 17,5 %, науковці, спеціалісти, менеджери — 8,3 %, виробництво — 8,3 %.